# Donja Bunuša
Donja Bunuša (en serbe cyrillique : Доња Бунуша) est un village de Serbie situé sur le territoire de la Ville de Leskovac, district de Jablanica. Au recensement de 2011, il comptait 262 habitants.

## Démographie
| 1948 | 1953 | 1961 | 1971 | 1981 | 1991 | 2002 | 2011 |
| ---- | ---- | ---- | ---- | ---- | ---- | ---- | ---- |
| 300  | 329  | 358  | 308  | 323  | 326  | 306  | 262  |

|  |